# 5·22大连轿车撞人案
5·22大连轿车撞人案是2021年5月22日发生于中国辽宁省大连市中山区五惠路劳动公园北门的一起驾车撞人案件。

## 过程
2021年5月22日11时40分许，犯罪嫌疑人刘东（1989年出生，吉林省白城市镇赉县人）因投资失败无法接受，产生报复社会心理，于当地时间11点40分，驾驶黑色宝马轿车沿唐山街行驶至五惠路路口等候红绿灯时，突然在7秒钟内将车辆加速至108公里/小时，驾车冲撞路人，造成4人当场死亡，9人受伤，后有3名伤者被送医抢救，其中1人抢救无效死亡。
车辆在撞击行人后逃逸，在五惠路与解放路交汇处追尾一辆厢式货车，后犯罪嫌疑人弃车逃逸。
当日13时许，刘东到昆明街派出所，称其驾车与他人车辆发生追尾，但不承认自己开车撞人的事实，被公安机关审讯后，供述了自己的犯罪事实。

## 审判
2021年5月26日，大连市检察机关依法以涉嫌以危险方法危害公共安全罪对案件犯罪嫌疑人刘东批准逮捕。
10月29日，大连市中级人民法院一审公开宣判被告人刘东以危险方法危害公共安全一案，对被告人刘东判处死刑，剥夺政治权利终身。被告人刘东不服，提出上诉。
2022年2月9日，辽宁省高级人民法院二审宣判，驳回上诉，维持原判，并报请最高人民法院核准死刑。
2023年4月7日，经最高人民法院核准，大连市中级人民法院依照法定程序对罪犯刘东验明正身，押赴刑场，执行死刑。检察机关依法派员临场监督。